# Dokumentation Obersalzberg
Dokumentation Obersalzberg je muzeum nacházející se v Německu u města Berchtesgaden v jižním Bavorsku, v místech, kde dříve stávala obec Obersalzberg – venkovské sídlo nejvyšší nacistické smetánky včetně Hitlera samotného.
Část expozice muzea je věnována Obersalzbergu samotnému, především jeho spojení s Hitlerem. Zbytek je věnován vylíčení hrůz nacistické diktatury a druhé světové války a také je zmíněn německý protinacistický odboj. Součástí prohlídky je i část podzemní chodby, která byla součástí podzemního systému krytů.
Všechny původní budovy byly zbourány – Hitlerův Berghof nevyjímaje, jedinou původní stavbou je Kehlsteinhaus, čajovna nacházející se na vrcholu hory Kehlstein (kolem 1800 m n. m. – Obersalzberg samotný je zhruba v 950 m n. m.).